# Varanus glebopalma
Varanus glebopalma là một loài thằn lằn trong họ Varanidae. Loài này được Mitchell mô tả khoa học đầu tiên năm 1955.